# Canoë-kayak aux Jeux olympiques d'été de 2024 - K1 hommes (slalom)
Cet article traite de l'épreuve masculine. Pour la compétition féminine, voir Canoë-kayak aux Jeux olympiques d'été de 2024 - K1 femmes (slalom).
Navigation
Tokyo 2020 Los Angeles 2028
L'épreuve masculine du K1 des Jeux olympiques d'été de 2024 se déroule les 30 juillet et 1er août 2024 au stade nautique de Vaires-sur-Marne, à environ 30 km à l'Est de Paris.

## Médaillés
| Or                        | Argent                 | Bronze            |
| Giovanni De Gennaro (ITA) | Titouan Castryck (FRA) | Pau Echaniz (ESP) |

## Programme
| Date             | Horaire  | Manche        |
| ---------------- | -------- | ------------- |
| Mardi 30 juillet | 15 h 00  | Éliminatoires |
| Jeudi 1er août   | 15 h 30  | Demi-finale   |
| Jeudi 1er août   | à suivre | Finale        |

## Format de la compétition
Lors des éliminatoires, les kayakistes disputent deux manches et le meilleur résultat est retenu pour déterminer le classement où les 24 premiers se qualifient pour la demi-finale. Là, une seule manche est disputée et les 10 premiers passent en finale. Lors de la finale, disputée sur une seule manche, le meilleur temps remporte la médaille d'or.

## Résultats détaillés
Légende
- QD : qualifié pour la demi-finale
- QF : qualifié pour la finale

| Rang | Athlète             | Pays             | Manche 1 | Manche 1 | Manche 2 | Manche 2 | Meilleur temps | Notes |
| Rang | Athlète             | Pays             | Temps    | Pénalité | Temps    | Pénalité | Meilleur temps | Notes |
| ---- | ------------------- | ---------------- | -------- | -------- | -------- | -------- | -------------- | ----- |
| 1    | Titouan Castryck    | France           | 83 s 71  | 0        | 80 s 09  | 0        | 80 s 09        | QD    |
| 2    | Jiří Prskavec       | Tchéquie         | 83 s 74  | 0        | 84 s 90  | 2        | 83 s 74        | QD    |
| 3    | Giovanni De Gennaro | Italie           | 88 s 46  | 2        | 85 s 34  | 0        | 85 s 34        | QD    |
| 4    | Joseph Clarke       | Grande-Bretagne  | 136 s 89 | 50       | 85 s 62  | 2        | 85 s 62        | QD    |
| 5    | Timothy Anderson    | Australie        | 88 s 37  | 0        | 85 s 78  | 2        | 85 s 78        | QD    |
| 6    | Martin Dougoud      | Suisse           | 86 s 30  | 0        | 138 s 24 | 52       | 86 s 30        | QD    |
| 7    | Finn Butcher        | Nouvelle-Zélande | 86 s 35  | 0        | 142 s 08 | 54       | 86 s 35        | QD    |
| 8    | Pedro Goncalves     | Brésil           | 86 s 64  | 0        | 90 s 61  | 4        | 86 s 64        | QD    |
| 9    | Jakub Grigar        | Slovaquie        | 87 s 10  | 0        | 91 s 80  | 4        | 87 s 10        | QD    |
| 10   | Noah Hegge          | Allemagne        | 87 s 67  | 2        | 87 s 15  | 0        | 87 s 15        | QD    |
| 11   | Quan Xin            | Chine            | 87 s 23  | 0        | 89 s 80  | 2        | 87 s 23        | QD    |
| 12   | Pau Echaniz         | Espagne          | 87 s 84  | 2        | 88 s 37  | 2        | 87 s 84        | QD    |
| 13   | Mateusz Polaczyk    | Pologne          | 87 s 89  | 0        | 139 s 58 | 52       | 87 s 89        | QD    |
| 14   | Peter Kauzer        | Slovénie         | 90 s 93  | 2        | 88 s 84  | 2        | 88 s 84        | QD    |
| 15   | Isak Öhrström       | Suède            | 89 s 43  | 2        | 135 s 55 | 50       | 89 s 43        | QD    |
| 16   | Mathis Soudi        | Maroc            | 89 s 90  | 0        | 89 s 45  | 2        | 89 s 45        | QD    |
| 17   | Salim Jemai         | Tunisie          | 101 s 11 | 6        | 90 s 03  | 0        | 90 s 03        | QD    |
| 18   | Felix Oschmautz     | Autriche         | 90 s 07  | 4        | 92 s 40  | 4        | 90 s 07        | QD    |
| 19   | Noel Hendrick       | Irlande          | 98 s 64  | 10       | 90 s 68  | 2        | 90 s 68        | QD    |
| 20   | Yuuki Tanaka        | Japon            | 103 s 21 | 12       | 91 s 78  | 2        | 91 s 78        | QD    |
| 21   | Alex Baldoni        | Canada           | 95 s 18  | 2        | 97 s 25  | 4        | 95 s 18        |       |
| 22   | Yves Bourhis        | Sénégal          | 150 s 11 | 56       | 97 s 85  | 2        | 97 s 85        |       |
| 23   | Wu Shao-hsuan       | Taipei chinois   | 101 s 22 | 6        | 99 s 45  | 2        | 99 s 45        |       |
| 24   | Andy Barat          | Comores          | 105 s 82 | 4        | 107 s 59 | 2        | 105 s 82       |       |

| Rang | Athlète             | Pays             | Temps    | Pénalité | Notes |
| ---- | ------------------- | ---------------- | -------- | -------- | ----- |
| 1    | Joseph Clarke       | Grande-Bretagne  | 89 s 51  | 0        | QF    |
| 2    | Noah Hegge          | Allemagne        | 91 s 24  | 2        | QF    |
| 3    | Titouan Castryck    | France           | 91 s 56  | 4        | QF    |
| 4    | Felix Oschmautz     | Autriche         | 91 s 83  | 0        | QF    |
| 5    | Jakub Grigar        | Slovaquie        | 94 s 00  | 4        | QF    |
| 6    | Jiří Prskavec       | Tchéquie         | 92 s 53  | 2        | QF    |
| 7    | Martin Dougoud      | Suisse           | 93 s 07  | 0        | QF    |
| 8    | Giovanni De Gennaro | Italie           | 93 s 47  | 2        | QF    |
| 9    | Isak Öhrström       | Suède            | 94 s 69  | 2        | QF    |
| 10   | Timothy Anderson    | Australie        | 94 s 95  | 2        | QF    |
| 11   | Quan Xin            | Chine            | 95 s 95  | 2        |       |
| 12   | Pau Echaniz         | Espagne          | 96 s 11  | 2        |       |
| 13   | Mateusz Polaczyk    | Pologne          | 98 s 49  | 6        |       |
| 14   | Yuuki Tanaka        | Japon            | 101 s 90 | 4        |       |
| 15   | Noel Hendrick       | Irlande          | 102 s 46 | 4        |       |
| 16   | Mathis Soudi        | Maroc            | 104 s 11 | 8        |       |
| 17   | Salim Jemai         | Tunisie          | 106 s 68 | 2        |       |
| 18   | Peter Kauzer        | Slovénie         | 142 s 80 | 50       |       |
| 19   | Finn Butcher        | Nouvelle-Zélande | 146 s 40 | 56       |       |
| 20   | Pedro Goncalves     | Brésil           | 147 s 09 | 56       |       |

| Rang                                | Athlète             | Pays            | Temps    | Pénalité |
| ----------------------------------- | ------------------- | --------------- | -------- | -------- |
| Médaille d'or, Jeux olympiques      | Giovanni De Gennaro | Italie          | 88 s 22  | 0        |
| Médaille d'argent, Jeux olympiques  | Titouan Castryck    | France          | 88 s 42  | 0        |
| Médaille de bronze, Jeux olympiques | Pau Echaniz         | Espagne         | 88 s 87  | 2        |
| 4                                   | Martin Dougoud      | Suisse          | 89 s 44  | 0        |
| 5                                   | Joseph Clarke       | Grande-Bretagne | 89 s 82  | 0        |
| 6                                   | Jakub Grigar        | Slovaquie       | 90 s 21  | 0        |
| 7                                   | Timothy Anderson    | Australie       | 90 s 90  | 2        |
| 8                                   | Jiří Prskavec       | Tchéquie        | 91 s 74  | 4        |
| 9                                   | Noah Hegge          | Allemagne       | 93 s 73  | 4        |
| 10                                  | Felix Oschmautz     | Autriche        | 94 s 21  | 2        |
| 11                                  | Quan Xin            | Chine           | 94 s 75  | 2        |
| 12                                  | Isak Öhrström       | Suède           | 147 s 39 | 52       |